# إبراهيم الأسود بنحمادي
إبراهيم الأسود بنحمادي، ويعرف بإبراهيم الأسود، ولد بمدينة قبلي   بالجنوب التونسي في 10 أكتوبر 1943 وتوفي بتونس العاصمة   يوم 14 جويلية/تموز 2007. قصاص ومثقف تونسي معاصر.

القصاص إبراهيم الأسود

## تكوينه
زاول إبراهيم الأسود تعليمه الابتدائي بمسقط رأسه ثم واصل التعليم الثانوي بمدينة قابس حيث أحرز على الشهادة الإعدادية. التحق بعد ذلك بالتعليم الزيتوني حيث أحرز على شهادة مدرسة الوعظ والإرشاد بتونس عام 1974.

## في المهنة
اشتغل قيما بالمعاهد الثانوية بكل من النفيضة وقبلي والمروج بالعاصمة. وقد كلف خلال عمله بالمعهد الثانوي بقبلي بالمكتبة. وبعد إحالته على المعاش عام 2003 اشتغل قيما عاما بأحد المعاهد الثانوية الخاصة حتى تاريخ وفاته عام 2007.

## في النوادي الأدبية
نشط إبراهيم الأسود منذ كان طالبا في عدد من النوادي الأدبية والثقافية بالعاصمة ومن بينها نادي القصة  بالوردية ونادي الخميس لدار الثقافة ابن خلدون (1969 - 1970 والنادي الأدبي لدار الثقافة ابن رشيق (1970 - 1971) وكان أحد مؤسسي نادي الفكر بقبلي والذي نشط فيه فيما بين 1974 و1989.

## كتاباته
شارك غبراهيم الأسود في النشر في مجلة قصص الصادرة عن نادي القصة وأضواء الصادرة عن نادي الفكر بقبلي والتي أشرف على تحريرها، كما نشر في مجلة الفكر وجريدة الشعب.
وكانت حصيلة ذلك أن نشر العديد من القصص من بينها:
- «أحزان صغيرة»، 1967 ؛
- «صندوق الشموع»، 1967 ؛
- «ثمنا للشمس»، 1968؛
- «أحلام بحار متعب»، 1969؛
- «أحزان ليلة سهاد»، 1969 ؛
- «ريح الشمال»، 1970 ؛
- «أصداء نهاية»، 1971 ؛
- «سكير شارع مقفر»، 1975 ؛
- «أحزان الرفيق يوحنا»، 1975 ؛
- «رجل الخمارة الصاخب»، 1977 ؛
- «مومياء بيت داعر»، 1978 ؛
- «حكاية التنين»، 1985 ؛
- «حكاية الحمار الأصهب»، 1988 ؛
- «سفر الموت والقيامة»، 1990.

ومن كتاباته النقدية:
- «نجيب محفوظ وقضايا الفكر والثورة»، 1972 ؛[7]
- «الرواية الأمريكية وعصر الجاز»، 1973.

وقد جمع عدد من تلك القصص لتصدر في مجموعة تحمل عنوان أحلام بحار متعب، منشورات «قصص»، عام 1988.

## رابط خارجي
- إبراهيم الأسود بنحمادي على موقع أرشيف الشارخ.

بطاقة إبراهيم الأسود في اتحاد الكتاب التونسيين
1. ↑  الأسود، إبراهيم (1988). أحلام بحار متعب. منشورات قصص. قصص. تونس. مؤرشف من الأصل في 2024-08-09.
2. ↑  المعهد الوطني للإحصاء - تونس: مدن ولاية قبلي نسخة محفوظة 24 سبتمبر 2015 على موقع واي باك مشين. [وصلة مكسورة]
3. ↑  قبلي:بوابة الجنوب... تفتح ذراعيها لعشاقها نسخة محفوظة 09 20أغسطس على موقع واي باك مشين.
4. ↑  الروض المعطار في خبر الأقطار، محمد بن عبد المنعم الحميري، ص66
5. ↑  Prononciation en arabe tunisien retranscrite phonémiquement selon la norme API.
6. ↑  موقع نادي القصة http://www.kissas.org/ نسخة محفوظة 11 فبراير 2021 على موقع واي باك مشين.
7. ↑  حايم غوردون. "مصر نجيب محفوظ: الثيمات الوجودية في كتاباته". مؤرشف من الأصل في 2018-06-17. اطلع عليه بتاريخ 2007-04-26.